# Helen Pitts Douglass

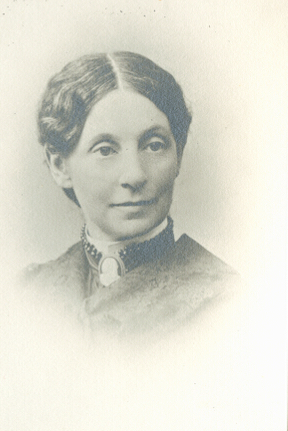
Porträt von Helen Pitts Douglass, 1862

Helen Pitts (* 1838 in Honeoye, New York (Bundesstaat), Vereinigte Staaten; † 1. Dezember 1903 in Washington, D.C., Vereinigte Staaten) war eine amerikanische Lehrerin und Frauenrechtlerin. Sie war Abolitionistin und setzte sich für Frauenrechte ein. Sie gründete die Frederick Douglass Memorial and Historical Association, die zur Frederick Douglass National Historic Site wurde.

## Leben und Werk

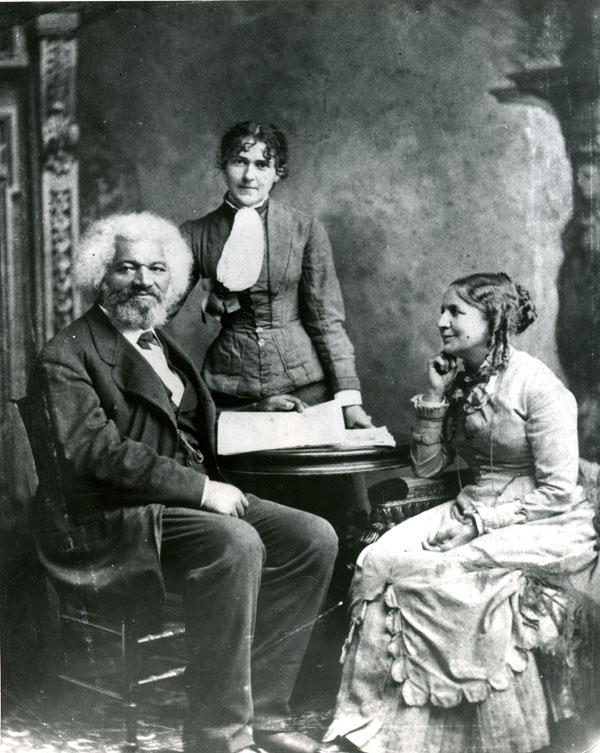
Frederick Douglass mit Helen Pitts und ihrer Schwester Eva

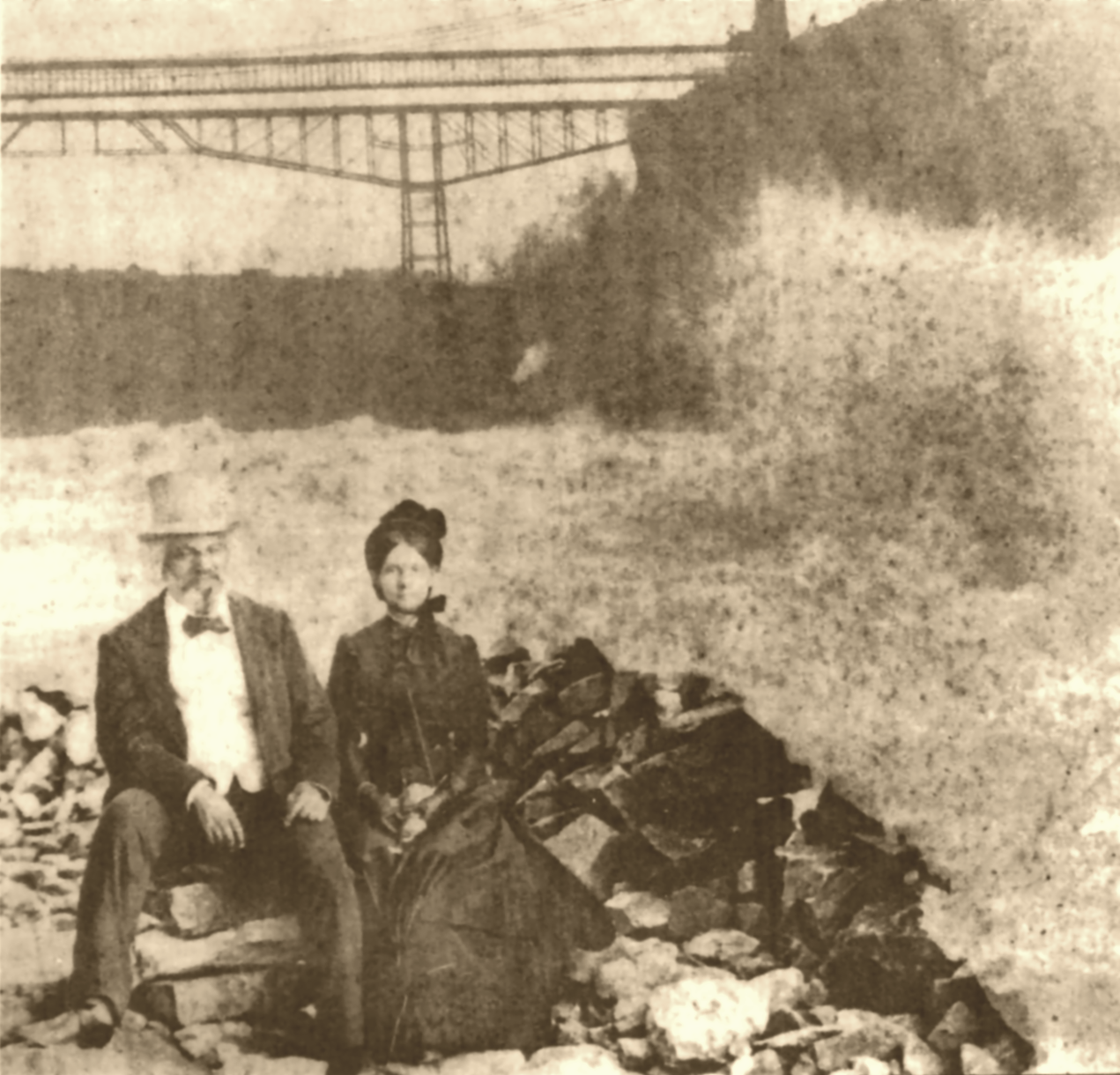
Frederick und Helen Pitts Douglass an den Niagarafällen, New York, kurz nach ihrer Heirat im Januar 1884

Douglass war die Tochter von Gideon Pitts Jr. und Jane Wells, die in der Abolitionisten- und Suffragistenbewegung aktiv waren. Sie stammte von Peter Pitts ab, der 1790 Richmond gegründet hatte. Ihre Vorfahren mütterlicherseits waren die Mayflower-Passagiere John und Priscilla Alden. Franklin D. Roosevelt und Henry David Thoreau gehörten zu ihren Verwandten. 
Sie besuchte die Schule am Genesee Wesleyan Seminary in Lima, New York und machte 1859 ihren Abschluss am Mount Holyoke College. Sie unterrichtete danach mehrere Jahre am Hampton Institute in Virginia, welches für die Ausbildung von Afroamerikanern gegründet worden war. Nach mehreren Jahren dort nahmen die Spannungen zu, als sie die Verhaftung von Anwohnern veranlasste, von denen sie glaubte, diese hätten ihre Schüler beleidigt und misshandelt. Die Begebenheiten führten zu ihrer körperlicher und emotionaler Erschöpfung, bis ihr schlechter Gesundheitszustand sie zwang, nach Hause zurückzukehren.
Sie zog nach Washington, D.C., um bei ihrem Onkel Hiram auf einem Grundstück neben Cedar Hill zu leben. Ihr Interesse an der Frauenrechtsbewegung setzte sie fort, als sie mit Caroline Winslow, Präsidentin der Moral Education Society of Washington und Herausgeberin der feministischen Publikation Alpha, in Verbindung stand. Sie schrieb Artikel und unterstützte Winston bei der Veröffentlichung der Zeitung. Im Gegensatz zu den meisten ihrer Altersgenossinnen blieb sie bis weit in ihre Dreißiger hinein unverheiratet und verdiente ihren Lebensunterhalt selbst. In den Jahren 1878 und 1879 unterrichtete sie zusammen mit ihrer Schwester in Indiana. Sie kehrte dann zu ihrem Onkel zurück und nahm eine Stelle als Sachbearbeiterin beim Bundesrentenamt an, wo sie zwei Jahre lang arbeitete. 

## Ehe mit Frederick Douglass

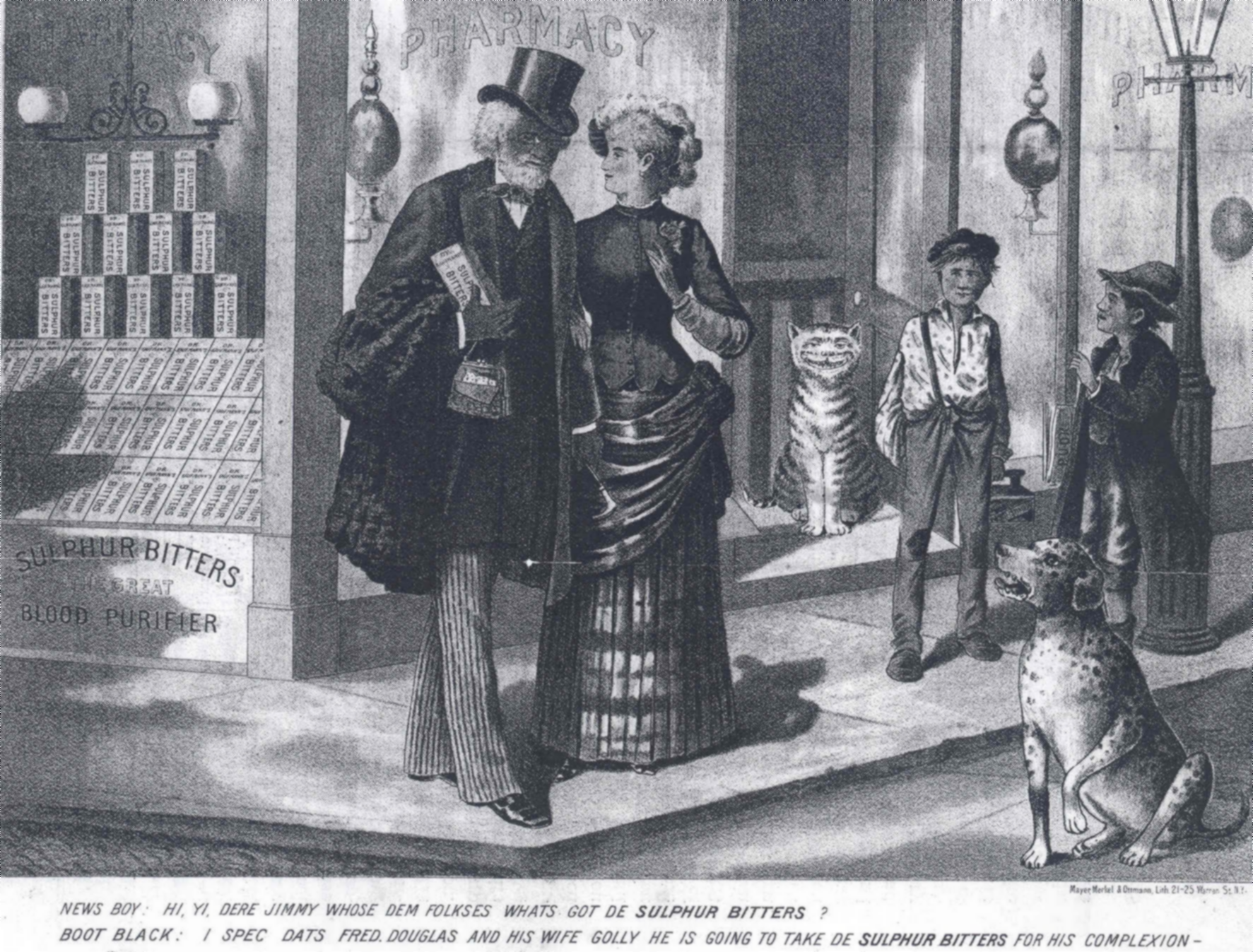
Karikatur, in der Frederick Douglass wegen seiner Heirat mit Helen Pitts angegriffen wird. Um 1884

Frederick Douglass war zu dieser Zeit Urkundenschreiber des Distrikts. Als 1882 in seinem Büro eine Stelle als Sachbearbeiter frei wurde, stellte er sie ein. Da er seine Autobiografie Life and Times of Frederick Douglass schrieb und oft Vorträge hielt, half sie ihm häufig bei seiner Arbeit. 1883 zog sie in ihre eigene Wohnung in der Innenstadt von Washington, D.C. 
Nach dem Tod von Douglass‘ erster Frau Anna 1882 heiratete sie Frederick Douglass 1884 im Haus ihres gemeinsamen Freundes Reverend Francis James Grimké. Im ganzen Land waren die Reaktionen auf die Heirat eher negativ. Viele nationale Veröffentlichungen befassten sich mit dem Altersunterschied des Brautpaares und gaben fälschlicherweise an, Douglass sei jünger als das älteste Kind ihres Ehemannes. Auch The Weekly News, eine in Pittsburgh ansässige, von Afroamerikanern geführte Zeitung, äußerte sich in Verachtung gegenüber der Verbindung. Elizabeth Cady Stanton dagegen gratulierte dem Paar. Ihr Vater, der zuvor stolz darauf war, Frederick Douglass persönlich zu kennen, gab nie seinen Segen. Er weigerte sich, das Paar zu sehen und starb vier Jahre später, nachdem er nie wieder mit ihr gesprochen und sie aus seinem Testament gestrichen hatte. Auch ihre Mutter und ihre Geschwister lehnten die Heirat anfangs strikt ab. Ebenso sprachen sich die Kinder von ihrem Ehemann gegen die Verbindung aus.
Douglass und ihr Ehemann hatten ähnliche intellektuelle Interessen und ein gemeinsames Engagement für das Frauenwahlrecht. Seine Position als United States Marshall für den District of Columbia führte sie zu den Galaempfängen von Präsident Cleveland. Als ihr Ehemann 1886 sein Regierungsamt niederlegte, bereisten beide Europa und sahen sich in England, Frankreich, Italien, Ägypten und Griechenland keinen Vorurteilen ausgesetzt. 
1889 ernannte Präsident Benjamin Harrison ihren Ehemann zum Botschafter und Generalkonsul der Republik Haiti. Sie fanden dort eine schwierige politische Situation vor und zwei Jahre später trat ihr Ehemann aus persönlichen Gründen zurück. 1892 ernannte die haitianische Regierung ihren Ehemann zu ihrem Kommissar für die Weltausstellung in Chicago und 1893 besuchten beide die World’s Columbian Exposition in Chicago. 1895 starb Frederick Douglass nach einer Teilnahme an einer Sitzung des National Council of Women in Washington, D.C. plötzlich an einem Herzinfarkt.

## Einsatz für Cedar Hill und Frederick Douglass Memorial and Historical Association

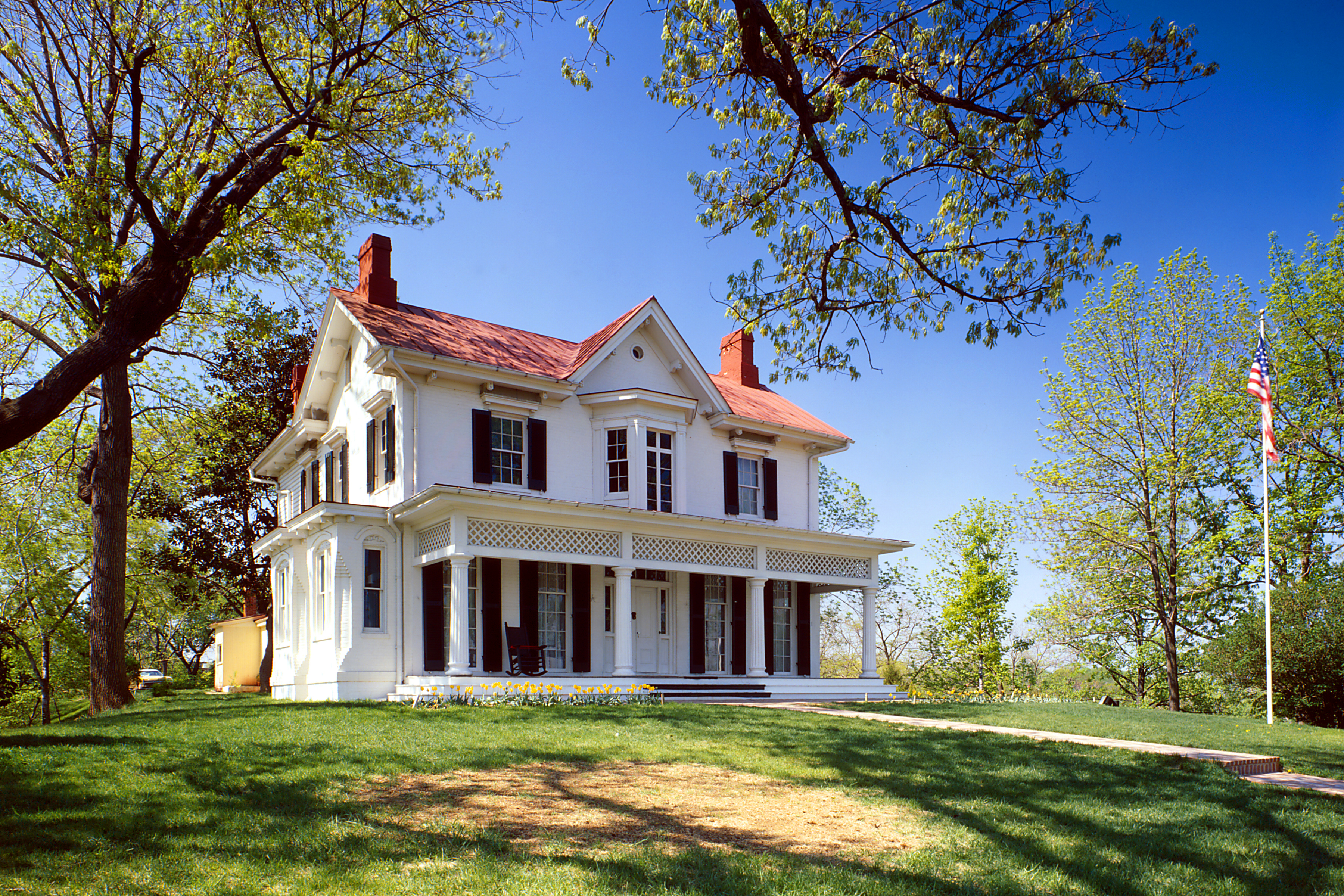
Cedar Hill - Frederick Douglass House, 1411 W Street, Southeast, Washington, District of Columbia

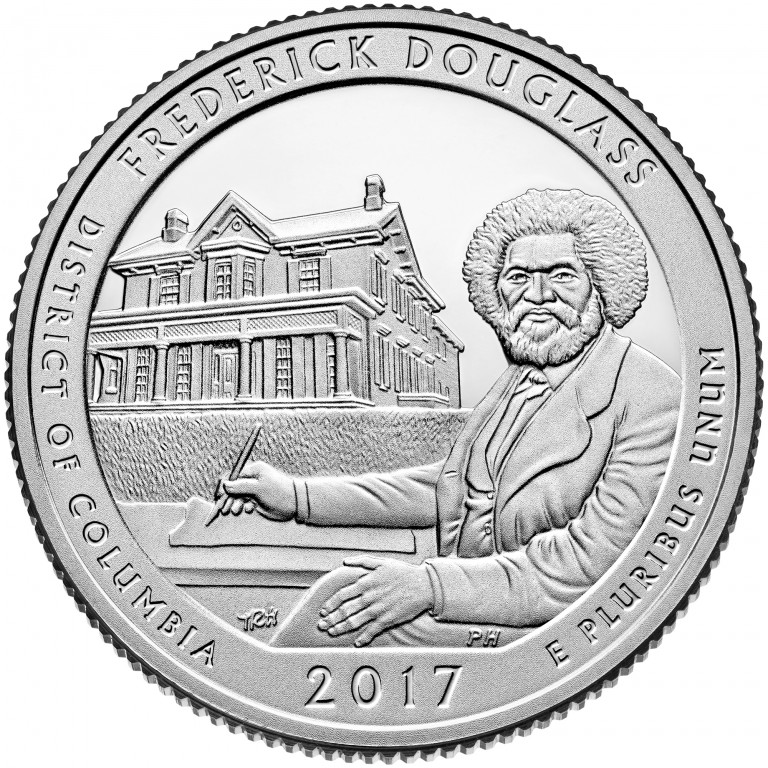
2017: America The Beautiful Quarters – Frederick Douglass National Historic Site

Nachdem sein Testament von seinen Kindern angefochten wurde, sicherte sich Douglass Kredite, um Cedar Hill zu kaufen und es als Denkmal für ihren verstorbenen Ehemann zu erhalten. Sie bat seine Kinder um Unterstützung, diese aber wollten das Haus verkaufen und den Erlös teilen. Daraufhin kaufte sie das Haus und widmete sich bis zu ihrem letzten Lebensjahr der Gründung der Frederick Douglass Memorial and Historical Association.
Cedar Hill wurde von 1855 bis 1859 in Washington, D.C. von dem Architekten und Bauunternehmer John Van Hook aus Philadelphia erbaut. Das Haus war ursprünglich nach Van Hook als Van Hook's Hill bekannt, aber als Frederick Douglass es 1877 kaufte, benannte er es wegen der vielen Zedernbäume auf dem Grundstück in Cedar Hill um. Auf Drängen von Douglass gründete der Kongress 1900 offiziell die Frederick Douglass Memorial and Historical Association (FDMHA), um das Haus und seinen Inhalt nach ihrem Tod zu erhalten und es der Öffentlichkeit zugänglich zu machen.
Douglas starb im Alter von 65 Jahren. Sie wollte auf dem Gelände von Cedar Hill begraben werden, aber die Gesetze Washingtons verhinderten Bestattungen auf dem Gelände ihres Zuhauses. Es gab keine Trauerfeier und sie wurde neben ihrem Mann auf dem Mount Hope Cemetery in Rochester begraben.
Nach ihrem Tod 1903 übernahm die FDMHA das Anwesen. Die erste Restaurierung des Hauses schloss die Organisation 1922 in Zusammenarbeit mit der National Association of Coloured Women ab. 1962 wurde das Anwesen dann Teil des National Park Service und 1972 der Öffentlichkeit zugänglich gemacht.
2017 wurde die historische Stätte auf einem 25-Cent Stück in der Serie America the Beautiful quarters abgebildet.